# Vilas megye
Vilas megye az Amerikai Egyesült Államokban, azon belül Wisconsin államban található. Megyeszékhelye és legnagyobb városa Eagle River. Lakosainak száma 23 047 fő (2020. április 1.). Vilas megye Gogebic, Iron, Forest, Oneida, Price és Iron megyékkel határos.

## Népesség
A megye népességének változása:
| Lakosok száma | 21 440 | 21 370 | 21 302 | 21 368 | 21 387 | 23 047 |
|               | 2010   | 2011   | 2012   | 2013   | 2015   | 2020   |